# Maurizio Pipino
Maurizio Pipino (Cuneo, 1739 – Simi, 1788) è stato un medico e scrittore italiano principalmente conosciuto per la scrittura della Gramatica Piemontese.

## Biografia
Tra i più importanti contributori alla formalizzazione della lingua piemontese, fu coinvolto nel progetto del regno sabaudo di incrementarne l'uso allo scopo di valorizzare l'identità nazionale piemontese. Le sue opere linguistiche sono considerate didascaliche, pensate in origine per la principessa Maria Clotilde, futura sovrana del Regno di Sardegna, che voleva imparare il dialetto.